# Геза Тиквицки
Геза Тиквицки (Биково, код Суботице, 2. децембар 1917 — Суботица, 12. март 1999), учесник Народноослободилачке борбе и друштвено-политички радник СФР Југославије, СР Србије и САП Војводине.

## Биографија
Рођен је 2. децембра 1917. године на салашу у Бикову, код Суботице. Потиче из сиромашне сељачке породице. Његови родитељи - отац Мата и мајка Терезија, имали су петоро деце. Они су најпре живели у великој породичној заједници, која се после завршетка Првог светског рата распала, а Гезини родитељи су се тада прешли на салаш Лудош, у близини Бикова. После пар година, породица се преселила у Суботицу.
Основну школу, нижу гимназију и Занатску школу Геза је завршио у Суботици, а потом је од 1934. године радио као шегрт у Ингусовој фабрици тепиха. Као млади радник приступио је револуционарном радничком покрету и постао члан Савеза комунистичке омладине Југославије (СКОЈ), због чега је 1936. године био хапшен. У чланство илегалне Комунистичке партије Југославије (КПЈ) примљен је 1939. године. Године 1940. је у Београду учествовао у аеронаутичком штрајку и био члан Штрајкачког одбора, због чега је такође био хапшен.
Непосредно после Априлског рата и окупације Краљевине Југославије, маја 1941. године је постао члан Окружног комитета КПЈ за северну Бачку. Тада је активно радио на организовању устанка на терену Суботице и околине. Новембра 1941. године је укључен у Биро Покрајинског комитета КПЈ за Војводину и заједно са Тозом Марковићем био задужен за руковођење Народноослободилачком борбом у Бачкој.
Почетком 1943. године заједно са Николом Петровићем је организовао базу у Старом Врбасу, где је органозовао штампање листа „Слободна Војводина“. Касније је успео да успостави везе са Јованом Веселиновим, секретаром ОК КПЈ за Срем који је руководио оружаном борбом у Срему. Тада је укључен у састав обновљеног Покрајинског комитета КПЈ за Војводину.
После ослобођења Југославије, 1945. године је био секретар најпре Окружног комитета, а потом и Среског комитета КПЈ у Суботици. Био је и председник Среског Народног одбора Суботице. Године 1947. је био први председник Градског одбора организације Савеза бораца НОР-а у Суботици. Од 1948. до 1958. године је био министар комуналних послова у Влади Народне Републике Србије. Од 1950. до 1952. године је био генерални директор Дирекције неметала Србије. Од 1952. је био члан, а од децембра 1953. до јула 1962. године председник Извршног већа Скупштине АП Војводине. У истом периоду је аутоматски био члан и Извршног већа НР Србије. Потом је био амбасадор СФРЈ у Народној Републици Мађарској и члан Савезног извршног већа.
Био је народни посланик Народне скупштине ФНРЈ, првог и другог сазива, а после је биран за народног посланика Народне скупштине НР Србије и Народне скупштине АП Војводине. Био је члан Централног комитета Савеза комуниста Србије и члан Покрајинског комитета Савеза комуниста Војводине. За члана Централног комитета Савеза комуниста Југославије биран је на Седмом, 1958. и Осмом конгресу СКЈ, 1964. године.
Крајем 1972. године, у време политичког обрачуна унутар СКЈ са представницима „либерала“ у руководству СК Србије, Тиквицки је био означен као њихов сарадник, али није био смењен. Половином 1973. године, је током политичког обрачуна са „либералима“ у СК Војводине, био кажњен партијском опоменом и смењен са свих политичких функција. Пензионисан је 1979. године. Умро је 12. марта 1999. у Суботици. Његова супруга, Гала Тиквицки, умрла је 21. јануара 2021. године, у 102. години.
Носилац је Партизанске споменице 1941. и других југословенских одликовања.